# Mala Jole (1955.)
Mala Jole, hrvatski dugometražni film iz 1955. godine. Žanra je komedije, a snimljen je u crno-bijeloj tehnici.
Sniman je na Hvaru. Film nije dovršen jer je tijekom snimanja filma za glavnog direktora Jadran filma došao Ivo Vrhovec, koji je zaključio nakon pregledavanja filma cijeli projekt bunkerirati odnosno cenzurirati, vjerojatno želeći time demonstrirati svoju moć.